# اچ‌ام‌اس انگیدین (۱۹۱۱)
اچ‌ام‌اس انگیدین (به انگلیسی: HMS Engadine) یک کشتی بود که طول آن ۳۱۶ فوت (۹۶ متر) بود. این کشتی در سال ۱۹۱۱ ساخته شد.